# Paepalanthus insignis
Paepalanthus insignis är en gräsväxtart som beskrevs av Silveira. Paepalanthus insignis ingår i släktet Paepalanthus och familjen Eriocaulaceae. Inga underarter finns listade i Catalogue of Life.